# Сариаканди
Сариаканди (бенг. সারিয়াকান্দি, англ. Sariakandi) — город и муниципалитет на севере Бангладеш, административный центр одноимённого подокруга. Муниципалитет был основан в 1999 году. Площадь города равна 3,41 км². По данным переписи 2001 года, в городе проживало 17 136 человек, из которых мужчины составляли 51,63 %, женщины — соответственно 48,37 %. Уровень грамотности населения составлял 38,8 % (при среднем по Бангладеш показателе 43,1 %).